# Notes on a Conditional Form
Notes on a Conditional Form é o quarto álbum de estúdio lançado pela banda inglesa de Indie rock e pop, The 1975. Foi lançado em 22 de maio de 2020 pela Dirty Hit e Polydor Records.
Inicialmente intitulado Music for Cars, o álbum foi produzido logo após o segundo álbum da banda, I Like It When You Sleep, for You Are So Beautiful yet So Unaware of It lançado em 2016. Porém mais tarde, o grupo decidiu dividir os trabalhos em dois discos, sendo o primeiro, A Brief Inquiry into Online Relationships, lançado em novembro de 2018.
"Notes On a Conditional Form" é o disco mais ambicioso da carreira da banda. Ao longo das 22 faixas presentes no trabalho, a banda aborda os mais diversos estilos musicais, como Garage Rock, Pop dos anos '80, House Music, Americana, entre outros. Assuntos como a tecnologia, os dilemas sociais, e o aquecimento global (com a tradicional faixa The 1975 dando lugar à um discurso de Greta Thunberg) são presentes no álbum.
A banda gravou grande parte do álbum em Londres, Los Angeles, Sydney, Northamptonshire e em um estúdio móvel em seu ônibus de turnê. O álbum enfrentou vários adiamentos, e foi lançado apenas algumas semanas antes do início da pandemia global de COVID-19, interrompendo as divulgações de turnê.

## Antecedentes
The 1975 lançou seu segundo álbum de estúdio, I Like It When You Sleep, for You Are So Beautiful yet So Unaware of It, em fevereiro de 2016. O álbum alcançou o topo da parada de álbuns do Reino Unido e da Billboard 200 dos EUA e foi considerado por vários críticos como um dos melhores álbuns de 2016.
Em fevereiro de 2017, o vocalista Matthew Healy twittou : "Music For Cars - 2018". Em uma entrevista em abril no programa de rádio Beats 1 de Zane Lowe, o cantor confirmou o título do novo álbum como Music For Cars e anunciou um lançamento em 2018. Mais tarde, ele disse a Tom Connick da NME que o título era uma referência ao terceiro EP lançado pela banda com o mesmo nome em 2013.
Posteriormente devido ao alto número de canções produzidas, a banda decidiu que gravaria dois discos, sendo o primeiro lançado como A Brief Inquiry into Online Relationships.
Notes on a Conditional Form é mais colaborativo do que os álbuns anteriores de 1975. Healy disse que a omissão anterior de colaborações veio de sua antipatia pela cultura moderna de parcerias em músicas, sentindo que eles eram muito comercializados e careciam de autenticidade.
A ativista adolescente sueca Greta Thunberg faz um discurso sobre as mudanças climáticas na primeira faixa "The 1975", Cutty Ranks é a única vocalista em "Shiny Collarbone", FKA Twigs faz os vocais introdutórios em "If You're Too Shy (Let Me Know)" e vocais adicionais em "What Should I Say", e duetos de Tim Healy com seu filho em "Don't Worry".
Phoebe Bridgers representa a colaboradora mais proeminente em Notes on a Conditional Form, contribuindo com quatro canções.

## Promoção e Lançamento
Em 23 de julho de 2019, o 1975 desativou temporariamente suas contas de mídia social, repetindo um precedente estabelecido com seus três álbuns anteriores que significa o lançamento de novas músicas. "The 1975" foi lançado no dia seguinte como a primeira prévia de Notes on a Conditional Form. Em 22 de agosto, a banda lançou "People" como o primeiro single do álbum. Healy anunciou por meio de seu Instagram que "Me & You Together Song" seria lançado em 16 de janeiro de 2020 como o terceiro single de Notes on a Conditional Form .
Em 31 de março, o 1975 anunciou que "Jesus Christ 2005 God Bless America" seria lançado como o novo single do álbum em 3 de abril. "If You're Too Shy (Let Me Know)" foi lançado o sexto single do álbum em 23 de abril.
"Guys" foi lançado como o último single do álbum em 13 de maio de 2020, A canção é uma homenagem aos próprios membros da banda, feita por Healy.

## Recepção Comercial

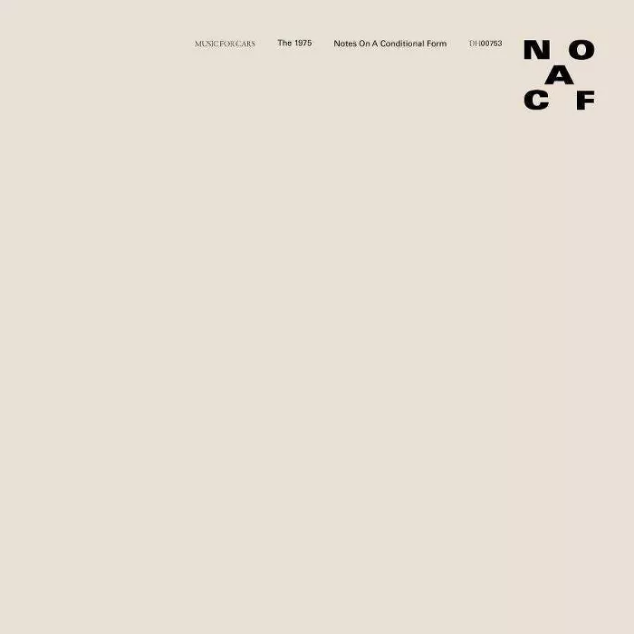
Capa usada para edições físicas de CD e Vinil

No Reino Unido natal de 1975, Notes on a Conditional Form estreou no topo da parada de álbuns do Reino Unido, vendendo 34.000 unidades equivalentes a álbuns em sua primeira semana. 71 por cento das vendas da primeira semana foram atribuídas às vendas puras de álbuns, incluindo 7.000 cópias de vinil - o disco de vinil de venda mais rápida de 2020 na época de seu lançamento. Tornou-se o quarto número um consecutivo na parada, o que fez de 1975 o sexto ato da história a alcançar esse feito. Na Escócia, o álbum alcançou o primeiro lugar na parada de álbuns escoceses.
Nos Estados Unidos, Notes on a Conditional Form estreou em quarto lugar na parada Billboard 200 dos EUA, com vendas de 54.000 unidades de álbuns equivalentes, incluindo 39.000 vendas de álbuns puros.Ele também estreou no topo da parada de álbuns de rock da Billboard dos EUA.
Notes on a Conditional Form recebeu críticas polarizadas de críticos de música contemporânea, com alguns considerando-o confuso e caótico. O site agregador Metacritic relata uma classificação normalizada de 69, com base em 28 análises críticas, indicando "avaliações geralmente favoráveis".
Em relação à recepção do público musical, os ouvintes da NPR votaram em Notes on a Conditional Form como o 44º melhor de 2020, enquanto os leitores da Pitchfork o votaram como o 32º melhor álbum do ano.

### Paradas Musicais
| Chart (2010–11)                           | Melhor Posição |
| ----------------------------------------- | -------------- |
| Austrália - Australian Albums Chart       | 1              |
| Áustria - Austrian Albums Chart           | 30             |
| Bélgica - Belgian (Flanders) Albums Chart | 67             |
| Canadá - Canadian Albums Chart            | 19             |
| Países Baixos - Dutch Albums Chart        | 36             |
| Alemanha - German Albums Chart            | 36             |
| Irlanda - Irish Albums Chart              | 2              |
| Nova Zelândia - New Zealand Albums Chart  | 4              |
| Suíça - Swiss Albums Chart                | 36             |
| Reino Unido - UK Albums Chart             | 1              |
| Escócia - Scotish Albuns Chart            | 1              |
| Estados Unidos - Billboard 200            | 4              |
| Estados Unidos - Billboard Alternative    | 1              |

| N.º            | Título                                      | Duração |  |
| 1.             | "The 1975"                                  | 4:55    |  |
| 2.             | "People"                                    | 2:38    |  |
| 3.             | "The End (Music For Cars)"                  | 2:30    |  |
| 4.             | "Frail State of Mind"                       | 3:53    |  |
| 5.             | "Streaming"                                 | 1:32    |  |
| 6.             | "The Birthday Party"                        | 4:45    |  |
| 7.             | "Yeah I Know"                               | 4:13    |  |
| 8.             | "Then Because She Goes"                     | 2:07    |  |
| 9.             | "Jesus Christ 2005 God Bless America"       | 4:23    |  |
| 10.            | "Roadkill"                                  | 2:55    |  |
| 11.            | "Me & You Together Song"                    | 3:27    |  |
| 12.            | "I Think There's Something You Should Know" | 4:00    |  |
| 13.            | "Nothing Revealed/Everything Denied"        | 3:38    |  |
| 14.            | "Tonight I Wish I Was Your Boy"             | 4:07    |  |
| 15.            | "Shiny Collarbone"                          | 2:50    |  |
| 16.            | "If You're Too Shy (Let Me Know)"           | 5:19    |  |
| 17.            | "Playing on My Mind"                        | 3:24    |  |
| 18.            | "Having No Head"                            | 6:04    |  |
| 19.            | "What Should I Say"                         | 4:06    |  |
| 20.            | "Bagsy Not in Net"                          | 2:26    |  |
| 21.            | "Dont Worry"                                | 2:48    |  |
| 22.            | "Guys"                                      | 4:29    |  |
| Duração total: | Duração total:                              | 80:29   |  |

1. ↑  Ernani, Felipe (22 de maio de 2020). «The 1975 deixa rótulos de lado no ambicioso (e ótimo) "Notes on a Conditional Form"». Tenho Mais Discos Que Amigos!. Consultado em 3 de janeiro de 2023
2. ↑  Collar, Matt. «I Like It When You Sleep, for You Are So Beautiful yet So Unaware of It - The 1975». AllMusic. Consultado em 4 de janeiro de 2021. Arquivado do original em 2 de janeiro de 2021
3. ↑  «The 1975 score second chart-topping album with I Like It When You Sleep, for You Are So Beautiful Yet So Unaware of It». Official Charts Company. 5 de março de 2016. Consultado em 5 de março de 2016. Arquivado do original em 6 de março de 2016
4. ↑  «The 1975 – Billboard 200 Chart History». Billboard. Arquivado do original em 31 de janeiro de 2021
5. ↑  Dietz, Jason (28 de novembro de 2016). «Best of 2016: Music Critics Top 10 Lists». Metacritic. Consultado em 1 de março de 2021
6. ↑  Gordon, Jeremy (4 de abril de 2017). «The 1975 Announce New Album Music for Cars». Spin. Consultado em 14 de setembro de 2020. Arquivado do original em 2 de janeiro de 2021
7. ↑  Shutler, Ali; Ackroyd, Stephen (19 de maio de 2020). «The 1975 - Notes On A Conditional Form». Dork. Consultado em 16 de janeiro de 2021. Arquivado do original em 8 de janeiro de 2021
8. ↑  Agnew, Megan (10 de maio de 2020). «Interview: The 1975's Matty Healy on drug addiction, Greta Thunberg and isolation». The Times. Consultado em 26 de janeiro de 2021. Arquivado do original em 16 de fevereiro de 2021
9. 1 2  Wetmore, Brendan (22 de maio de 2020). «'Notes on a Conditional Form' Track-by-Track». Paper. Consultado em 15 de janeiro de 2021. Arquivado do original em 21 de janeiro de 2021
10. ↑  «Notes On a Conditional Form by The 1975». Apple Music. Consultado em 12 de janeiro de 2021. Arquivado do original em 1 de janeiro de 2021
11. ↑  Gordon, Jeremy (5 de maio de 2020). «The 1975: dreaming in quarantine». The Face. Consultado em 28 de setembro de 2020. Arquivado do original em 12 de janeiro de 2021
12. ↑  Trendell, Andrew (24 de julho de 2019). «Is new material about to drop? Fans react to The 1975's social media blackout». NME. Consultado em 4 de fevereiro de 2021. Arquivado do original em 13 de agosto de 2020
13. ↑  «The 1975: Greta Thunberg writes climate essay for new album». BBC. 25 de julho de 2019. Consultado em 28 de julho de 2019. Arquivado do original em 28 de julho de 2019
14. ↑  «The 1975 to release 'Jesus Christ 2005 God Bless America' on Friday». DIY. 31 de março de 2020. Consultado em 5 de fevereiro de 2021. Arquivado do original em 9 de abril de 2020
15. ↑  Ackroyd, Stephen (23 de abril de 2020). «The 1975 - If You're Too Shy (Let Me Know)». Dork. Consultado em 18 de janeiro de 2021. Arquivado do original em 27 de outubro de 2020
16. ↑  Sacher, Andrew (13 de maio de 2020). «The 1975 release "Guys" off upcoming album». BrooklynVegan. Consultado em 14 de janeiro de 2021. Arquivado do original em 16 de janeiro de 2021
17. ↑  «The 1975 score fourth Number 1 on the Official Albums Chart after fierce battle with KSI». Official Charts Company. 29 de maio de 2020. Consultado em 7 de fevereiro de 2021. Arquivado do original em 30 de maio de 2020
18. ↑  «Dork's Albums Of The Year 2020». Dork. 15 de dezembro de 2020. Consultado em 8 de fevereiro de 2021
19. ↑  Boilen, Bob; Powers, Ann (18 de dezembro de 2020). «Poll Results: NPR Listeners Pick The Top Albums Of 2020». NPR. Consultado em 9 de fevereiro de 2021
20. ↑  «The Best Music of 2020: Pitchfork Readers' Poll Results». Pitchfork. 11 de dezembro de 2020. Consultado em 9 de fevereiro de 2021. Arquivado do original em 25 de janeiro de 2021